# 曲据
曲据，又作据曲。唐朝赐名李去闾。契丹部落首领。
曲据原本依附于突厥汗国、薛延陀汗国，唐太宗贞观二十二年（648年，一说贞观二十年）四月，率众归附唐朝。唐朝以其部设置玄州，隶营州（今辽宁朝阳市）都督府，曲据任刺史。这是中原王朝在契丹地区设立地方行政机构的肇端，加强了中原汉族与契丹族的关系。